# Velika nagrada Indije 2011
Velika nagrada Indije 2011 je sedemnajsta dirka Svetovnega prvenstva Formule 1 v sezoni 2011. Odvijala se je 30. oktobra 2011 na novozgrajenem Mednarodnem dirkališču Buddh v indijskem mestu, Greater Noida, Uttar Pradeš. Zmagal je Sebastian Vettel, Red Bull-Renault, drugo mesto je osvojil Jenson Button, McLaren-Mercedes, tretji pa je bil Fernando Alonso, Ferrari.

## Rezultati

### Kvalifikacije
| Poz | Št | Dirkač             | Konstruktor          | 1. del   | 2. del   | 3. del    | Št. m. |
| --- | -- | ------------------ | -------------------- | -------- | -------- | --------- | ------ |
| 1   | 1  | Sebastian Vettel   | Red Bull-Renault     | 1:26,218 | 1:24,657 | 1:24,178  | 1      |
| 2   | 3  | Lewis Hamilton     | McLaren-Mercedes     | 1:26,563 | 1:25,019 | 1:24,474  | 5      |
| 3   | 2  | Mark Webber        | Red Bull-Renault     | 1:26,473 | 1:25,282 | 1:24,508  | 2      |
| 4   | 5  | Fernando Alonso    | Ferrari              | 1:26,774 | 1:25,158 | 1:24,519  | 3      |
| 5   | 4  | Jenson Button      | McLaren-Mercedes     | 1:26,225 | 1:25,299 | 1:24,950  | 4      |
| 6   | 6  | Felipe Massa       | Ferrari              | 1:27,012 | 1:25,522 | 1:25,122  | 6      |
| 7   | 8  | Nico Rosberg       | Mercedes             | 1:26,364 | 1:25,555 | 1:25,451  | 7      |
| 8   | 14 | Adrian Sutil       | Force India-Mercedes | 1:26,271 | 1:26,140 | brez časa | 8      |
| 9   | 18 | Sébastien Buemi    | Toro Rosso-Ferrari   | 1:26,608 | 1:26,161 | brez časa | 9      |
| 10  | 19 | Jaime Alguersuari  | Toro Rosso-Ferrari   | 1:26,557 | 1:26,319 | brez časa | 10     |
| 11  | 10 | Vitalij Petrov     | Renault              | 1:26,189 | 1:26,319 |           | 16     |
| 12  | 7  | Michael Schumacher | Mercedes             | 1:26,790 | 1:26,337 |           | 11     |
| 13  | 15 | Paul di Resta      | Force India-Mercedes | 1:26,864 | 1:26,503 |           | 12     |
| 14  | 12 | Pastor Maldonado   | Williams-Cosworth    | 1:26,829 | 1:26,537 |           | 13     |
| 15  | 9  | Bruno Senna        | Renault              | 1:26,766 | 1:26,651 |           | 14     |
| 16  | 11 | Rubens Barrichello | Williams-Cosworth    | 1:27,479 | 1:27,247 |           | 15     |
| 17  | 17 | Sergio Pérez       | Sauber-Ferrari       | 1:27,249 | 1:27,562 |           | 20     |
| 18  | 16 | Kamui Kobajaši     | Sauber-Ferrari       | 1:27,876 |          |           | 17     |
| 19  | 20 | Heikki Kovalainen  | Lotus-Renault        | 1:28,565 |          |           | 18     |
| 20  | 21 | Jarno Trulli       | Lotus-Renault        | 1:28,752 |          |           | 19     |
| 21  | 23 | Daniel Ricciardo   | HRT-Cosworth         | 1:30,216 |          |           | 23     |
| 22  | 22 | Narain Kartikejan  | HRT-Cosworth         | 1:30,238 |          |           | 24     |
| 23  | 25 | Jérôme d'Ambrosio  | Virgin-Cosworth      | 1:30,866 |          |           | 21     |
| 24  | 24 | Timo Glock         | Virgin-Cosworth      | 1:34,046 |          |           | 22     |

### Dirka
| Poz | Št | Dirkač             | Konstruktor          | Krogi | Čas/Odstop  | Št. m. | Toč |
| --- | -- | ------------------ | -------------------- | ----- | ----------- | ------ | --- |
| 1   | 1  | Sebastian Vettel   | Red Bull-Renault     | 60    | 1:30:35,002 | 1      | 25  |
| 2   | 4  | Jenson Button      | McLaren-Mercedes     | 60    | +8,433      | 4      | 18  |
| 3   | 5  | Fernando Alonso    | Ferrari              | 60    | +24,301     | 3      | 15  |
| 4   | 2  | Mark Webber        | Red Bull-Renault     | 60    | +25,529     | 2      | 12  |
| 5   | 7  | Michael Schumacher | Mercedes             | 60    | +1:05,421   | 11     | 10  |
| 6   | 8  | Nico Rosberg       | Mercedes             | 60    | +1:06,851   | 7      | 8   |
| 7   | 3  | Lewis Hamilton     | McLaren-Mercedes     | 60    | +1:24,183   | 5      | 6   |
| 8   | 19 | Jaime Alguersuari  | Toro Rosso-Ferrari   | 59    | +1 krog     | 10     | 4   |
| 9   | 14 | Adrian Sutil       | Force India-Mercedes | 59    | +1 krog     | 8      | 2   |
| 10  | 17 | Sergio Pérez       | Sauber-Ferrari       | 59    | +1 krog     | 20     | 1   |
| 11  | 10 | Vitalij Petrov     | Renault              | 59    | +1 krog     | 16     |     |
| 12  | 9  | Bruno Senna        | Renault              | 59    | +1 krog     | 14     |     |
| 13  | 15 | Paul di Resta      | Force India-Mercedes | 59    | +1 krog     | 12     |     |
| 14  | 20 | Heikki Kovalainen  | Lotus-Renault        | 58    | +2 kroga    | 18     |     |
| 15  | 11 | Rubens Barrichello | Williams-Cosworth    | 58    | +2 kroga    | 15     |     |
| 16  | 25 | Jérôme d'Ambrosio  | Virgin-Cosworth      | 57    | +3 krogi    | 21     |     |
| 17  | 22 | Narain Kartikejan  | HRT-Cosworth         | 57    | +3 krogi    | 24     |     |
| 18  | 23 | Daniel Ricciardo   | HRT-Cosworth         | 57    | +3 krogi    | 23     |     |
| 19  | 21 | Jarno Trulli       | Lotus-Renault        | 55    | +5 krogov   | 19     |     |
| Ods | 6  | Felipe Massa       | Ferrari              | 32    | Vzmetenje   | 6      |     |
| Ods | 18 | Sébastien Buemi    | Toro Rosso-Ferrari   | 24    | Motor       | 9      |     |
| Ods | 12 | Pastor Maldonado   | Williams-Cosworth    | 12    | Menjalnik   | 13     |     |
| Ods | 24 | Timo Glock         | Virgin-Cosworth      | 2     | Trčenje     | 22     |     |
| Ods | 16 | Kamui Kobajaši     | Sauber-Ferrari       | 0     | Trčenje     | 17     |     |